# 博物誌

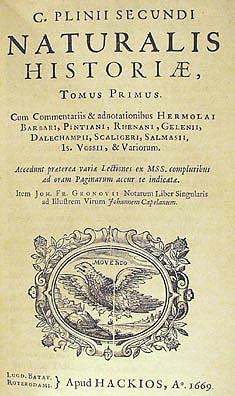
1669年版の表紙

『博物誌』（はくぶつし、ラテン語: Naturalis historia）は、古代ローマの大プリニウスが著した書。全37巻。地理学、天文学、動植物や鉱物などあらゆる知識に関して記述している。数多くの先行書を参照しており、必ずしも本人が見聞、検証した事柄だけではない。怪獣、巨人、狼人間などの非科学的な内容も多く含まれ、学問的な体系を完全に成しているわけではない。
古くから知られていたが、特にルネサンス期の15世紀に活版印刷で刊行されて以来、ヨーロッパの知識人たちに愛読され、引用されてきた。科学史・技術史上の貴重な記述を含むほか、芸術作品についての記述は古代ローマ芸術についての資料として美術史上も珍重された。また、幻想文学にも影響を与えた。

## 主な内容
- 第1巻 序文
- 第2巻 天文
- 第3 - 6巻 地理
- 第7巻 人間
- 第8 - 10巻 動物
- 第11巻 昆虫
- 第12 - 19巻 植物
- 第20 - 27巻 薬草
- 第28 - 32巻 動物性薬品
- 第33巻 鉱物
- 第34巻 彫刻
- 第35巻 絵画
- 第36巻 建築
- 第37巻 宝石

## 『博物誌』に記された怪物
プリニウスが記した『博物誌』には、実在する生物に混ざって、ペガサス、モノセロス（ユニコーン）、スフィンクス、マンティコア、サラマンダーといった有名なものから、コロコッタ、アンフィスバエナ、カトブレパスなど、あまり知られていないものまで、多数の怪物が記されている。
アピス（Apis）
右腹に三日月型の白斑がある雄牛。エジプトの神牛。（第8巻第71（46）章第184 - 186節）
アンフィスバエナ（Amphisbaena）
双頭の毒蛇。（第8巻第35（23）章第85節）
エアレー（Eale）
カバぐらいの大きさで、ゾウの尾をもち、毛色は黒あるいは黄褐色で、イノシシの顎をもち、どの角度にも動かすことの出来る2本の長い角をもつ動物。（第8巻第30（21）章第73節）
カトブレパス（Catoblepas）
頭をいつも地面に垂れ下げていて、その目を見た者は誰でも即座に絶命する。（第8巻第32（21）章第77節）
コロコッタ（Crocota, Corocotta）
ハイエナと雌ライオンとの交配によって生まれる怪物。人間や牛の声を真似る。（第8巻第30（21）章第72節、第8巻第45（30）章第107節）
サラマンダー（Salamandra）
トカゲのような形をした、全身を斑点に覆われている動物。（第10巻第86（66）章第188節、第11巻第116（53）章第280 – 281節、第29巻第23（4）章第74 - 76節）
スフィンクス（Sphinx）
毛が褐色で胸に一対の乳房がある獣。（第8巻第30（21）章第72節）
ドラゴン（Draco）
インドに棲むドラゴンは象と戦う際に、体を巻きつけ、動けないようにする。（第8巻第11（11）章第32節）
トリトン（Triton）
半人半魚の姿をした海神。（第9巻第4（5）章第9節）
ナウプリウス（Nauplius）
船の形をした貝。（第9巻第49（30）章第94節）
ネレイス（Nereis）
半人半魚の姿をした海の精霊。
バシリスク（Basiliscus）
キュレナイカ（リビア東半）に生息する猛毒のヘビの一種。その目で見られた者は即死、もしくは石化するといわれる。（第8巻第33（21）章第78 - 79節）
フェニックス（Phoenix）
アラビアに生息し、大きさは鷲ぐらいで、頸まわりは金色、尾は青く、薔薇色の毛が点々と混ざり、体は紫。（第10巻第2（2）章第3 - 5節）
ペガサス（Pegasus）
エチオピアに生息する翼の生えた角を持つ馬。（第8巻第30（21）章第72節、第10巻第70（49）章第136節）
マンティコア（Mantichora）
エチオピアに生息し、顔は人間、体は獅子、尻尾はサソリのようで、人間の声を真似るという。（第8巻第30（21）章第75節、第8巻第45（30）章第107節）
モノセロス（Monoceros）
インドに生息し、馬の体、鹿の頭、象の肢、猪の尾を持ち、額の中央に黒く、長い一本の角が生えている獰猛な獣。後世にユニコーンと同一視される。（第8巻第31（21）章第76節）
レウクロコタ（Leucrocota）
ハイエナの異種。ロバほどの大きさで、鹿の肢、獅子の首、尾、胸、穴熊の頭、割れた蹄、耳まで裂けた口を持ち、歯のかわりに一本の連続した骨がある。人間の声を真似る。（第8巻第30（21）章第72節）

## 訳書
- プリニウス『プリニウスの博物誌』〈I・II・III〉

中野定雄・中野里美・中野美代訳、雄山閣出版、1986年。新版1995年。
- 『プリニウスの博物誌〈縮刷版I・II・III・IV・V・VI〉』

上記の縮刷版で、6分冊。雄山閣出版、2012年。縮刷第二版2021年。
- 『プリニウス博物誌』〈植物篇・植物薬剤篇〉

大槻真一郎責任編集、岸本良彦ほか訳、八坂書房、1994年。新装版2009年。

## 日本語入門書
- ウェザーレッド『古代へのいざない プリニウスの博物誌』中野里美訳、雄山閣出版、1990年
- 中野里美『ローマのプリニウス』 光陽出版社、2008年
- 澁澤龍彦『私のプリニウス』 青土社、河出文庫